# Caecilia perdita
Caecilia perdita är en groddjursart som beskrevs av Taylor 1968. Caecilia perdita ingår i släktet Caecilia och familjen Caeciliidae. IUCN kategoriserar arten globalt som livskraftig. Inga underarter finns listade.